# Ellerbek
Ellerbek er en by og en kommune i det nordlige Tyskland, beliggende i Amt Pinnau under Kreis Pinneberg. Kreis Pinneberg ligger i den sydlige del af delstaten Slesvig-Holsten.

## Geografi
Ellerbek grænser mod øst til Hamborgbydelen Hamburg-Schnelsen og Bönningstedt, mod syd og vest til Rellingen og mod nord til Tangstedt.
Vandløbene Moorgraben, Mühlenau og Beek løber gennem kommunen. Lige øst for kommunen går Bundesstraße B 4.
Beek og Mühlenau blev i 1970'erne kanaliseret og forsynet med opstemninger til regulering vandstanden. I forbindelse med vandløbsrestaurering er opstemningerne erstattet med omløbsstryg for at give fiskene adgang igen.